# Кладель, Леон
Лео́н Кладе́ль (фр. Léon Cladel; 13 марта 1835 года, Монтобан — 20 июля 1892 года, Севр) — французский писатель-романист.
Дебютировал в 1862 году романом «Les Martyrs ridicules», предисловие к которому было написано Бодлером. В следующих своих романах Кладель примкнул к реалистическому направлению. За роман «Une Maudite» (1876), признанный по суду безнравственным, был приговорён к тюремному заключению. Лучшими романами Кладеля считаются «Mes paysans, le Bouscasier» (1869) и «La Fête votive de Saint Bartholomé Porte-Glaive» (1872), в которых он с большим талантом описывает крестьянский быт. Многие романы Кладеля были переведены на русский язык.

## Память

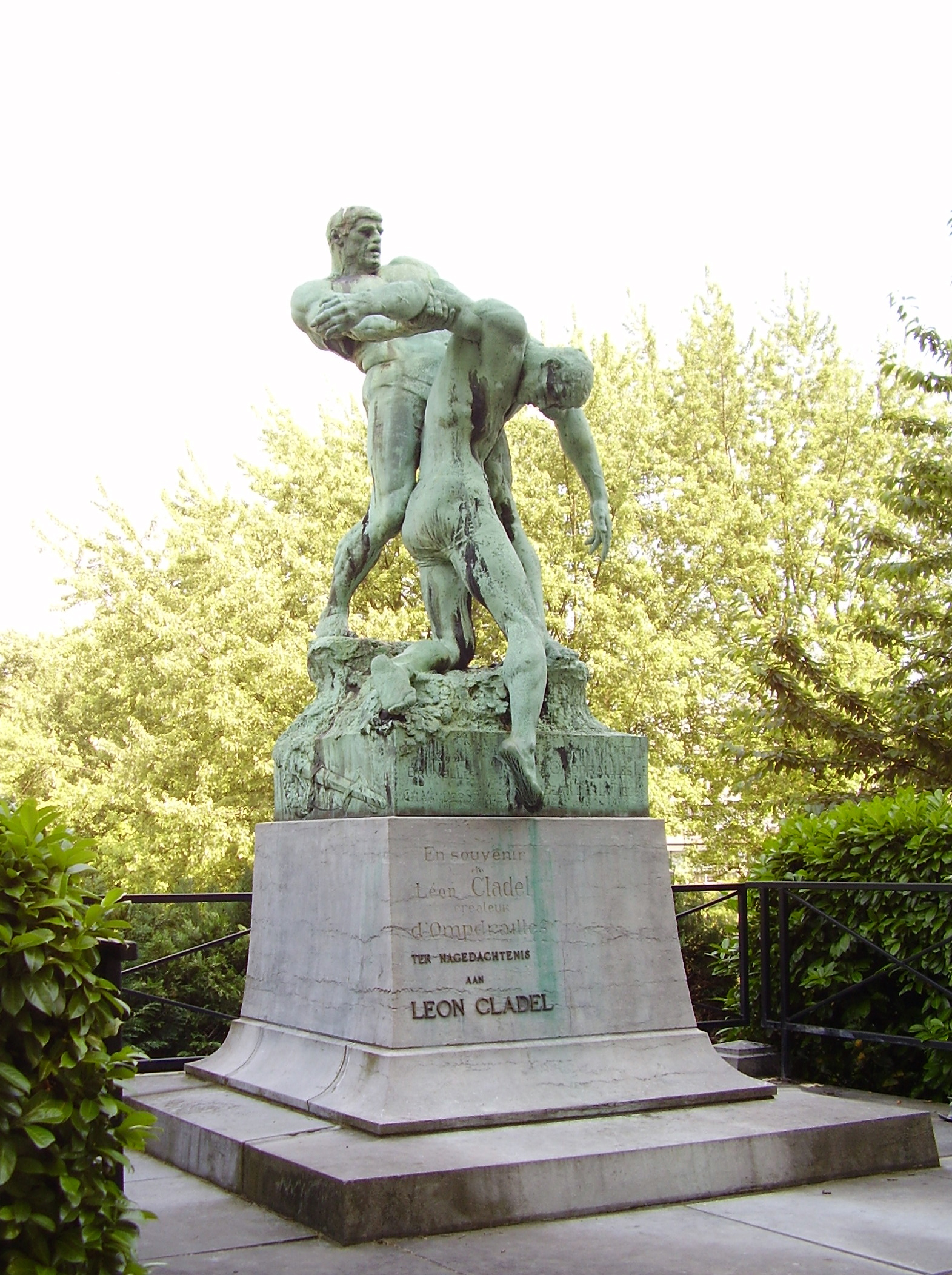
Памятник в Брюсселе в честь героя романа Кладеля

В Брюсселе в 1892 году был установлен памятник в честь одного из героев Леона Кладеля — поверженного атлета Ompdrailles работы скульптора Пьера Шарля Ван-дер-Стаппена.